# Bartłomiej Chwalibogowski
Bartłomiej Chwalibogowski (Cracovia, 7 agosto 1982) è un calciatore polacco, centrocampista dello Zgoda Byczyna.

## Carriera
Si trasferisce allo Zagłębie Sosnowiec nel periodo invernale del 2006-2007. Precedentemente aveva giocato per il Górniczy Klub Sportowy Bełchatów e lo Zagłębie Sosnowiec.